# Yvonne Minton
Yvonne Fay Minton CBE (* 4. Dezember 1938 in Sydney) ist eine australische Opernsängerin (Mezzosopran), die in den 1970er Jahren Weltruhm als „Kundry“ (Parsifal), „Brangäne“ (Tristan und Isolde) und „Octavian“ (Der Rosenkavalier) erlangte, aber auch als „Fricka“ (Die Walküre), „Dorabella“ (Così fan tutte) und „Béatrice“ (Béatrice et Bénédict) glänzte.

## Leben
Minton studierte in ihrer Heimatstadt, lebt jedoch seit 1961 in London, wo sie lange Zeit Mitglied der Operntruppe von Covent Garden war. Sie begann ihre Karriere als Alt und gewann den Kathleen-Ferrier-Preis. Sie trat regelmäßig bei den Bayreuther Festspielen und den Salzburger Festspielen auf. Minton betätigte sich ebenfalls gelegentlich als Oratorien- und als Liedsängerin.

## Diskografie (Auswahl)
- Così fan tutte: mit Otto Klemperer
- La clemenza di Tito: mit Colin Davis
- Das Rheingold: mit Marek Janowski
- Die Walküre: mit Marek Janowski
- Parsifal: mit Rafael Kubelík und mit Armin Jordan
- Tristan und Isolde: mit Leonard Bernstein und mit Carlos Kleiber
- Der Rosenkavalier: mit Georg Solti und mit Christoph von Dohnányi
- The Dream of Gerontius: mit Benjamin Britten
- Messe in h-Moll: mit Karl Münchinger
- Messiah: mit Margaret Price (Sopran), Colin Tilney (Tenor), Alexander Young (Bass), Amor Artis Chorale und English Chamber Orchestra unter der Leitung von Johannes Somary
- Pierrot Lunaire: unter der Leitung von Pierre Boulez.